# Dollis Hill (Metropolitano de Londres)
Dollis Hill é uma estação do Metrô de Londres em Dollis Hill perto de Willesden e Gladstone Park no borough londrino de Brent. Fica na Jubilee line, entre as estações Neasden e Willesden Green e está na Zona 3 do Travelcard. Os trens da Metropolitan line passam pela estação sem parar aqui.

## História
A estação foi inaugurada em 1 de outubro de 1909 como parte da Metropolitan Railway.
Os atuais edifícios de plataforma em estilo art déco foram construídos em 1938 e projetados pelo arquiteto Stanley Heaps
A partir de 20 de novembro de 1939, estava no ramal Stanmore da linha Bakerloo e foi transferido para a linha Jubilee em 1979. Tem duas saídas, ao norte para Chapter Road e ao sul para Burnley Road.
Em 1995, quatro conjuntos de painéis de esmalte projetados por Amanda Duncan foram instalados no metrô entre as saídas norte e sul. Os painéis mostram mapas da área de Dollis Hill em diferentes datas do século XVI ao século XX, justapostos com interpretações de mapas estelares clássicos.
A estação foi reformada em 2007 com a adição de nova iluminação, ladrilhos e câmeras de segurança adicionais. A estação também foi repintada.